# Schonungen
Schonungen là một đô thị tại Schweinfurt, Bayern, Đức.